# Сосновка (Северо-Казахстанская область)
Сосновка (каз. Сосновка) — село в Кызылжарском районе Северо-Казахстанской области Казахстана. Входит в состав Бугровского сельского округа. Код КАТО — 595041600.

## История
Указом ПВС Казахской ССР от 16.08.1971 года посёлку центральной усадьбы Полудинского лесхоза присвоено наименование село Сосновка.

## Население
В 1999 году население села составляло 99 человек (49 мужчин и 50 женщин). По данным переписи 2009 года, в селе проживало 84 человека (40 мужчин и 44 женщины).